# Симфония № 12 (Шостакович)
Симфония № 12 ре минор, op.112 (с подзаголовком «1917-й год») — симфония Дмитрия Шостаковича, созданная в 1961 году и посвящена памяти Владимира Ильича Ленина. Симфония была впервые исполнена в октябре Ленинградским филармоническим оркестром под управлением Евгения Мравинского. Это была последняя премьера симфонии Шостаковича, которой дирижировал Мравинский.

## История создания
Дмитрий Шостакович (по собственному свидетельству) задумал создать симфонию памяти В.И. Ленина ещё в  1924  году, «в дни глубокого всенародного траура, когда все трудовое человечество было потрясено смертью любимого вождя». Начиная с сентября 1938-го и по март 1941 года он регулярно сообщал в прессе о намерении выразить в звуках образ вождя революции и о сложности стоящей перед ним задачи. Он предполагал задействовать в симфонии оркестр, певцов-солистов и хор, а её поэтической основой должна была стать поэма Владимира Маяковского "Владимир Ильич Ленин", а также  слова народных песен о Ленине.
Во 2-й 50-х годов программная концепция сочинения изменилась. В октябре 1960 года, выступая по радио, Дмитрий Дмитриевич сказал: "В настоящее время я работаю над двенадцатой по счету симфонией... Из четырех частей симфонии две уже почти готовы. Думаю, что месяца через два-три закончу это произведение... ». «Мне очень хотелось, чтобы она (12-я симфония) была закончена к XXII съезду Коммунистической партии Советского Союза, — говорил Шостакович по радио. — И мне это сделать удалось — мне удалось закончить симфонию к этой исторической дате в жизни нашей Родины». Работу над симфонией композитор завершил 22.08.1961 года.
Впервые симфония № 12 была исполнена 01.10.1961 года в Большом зале Ленинградской филармонии Заслуженным коллективом РСФСР Академическим симфоническим оркестром Ленинградской филармонии (одновременно 01.10.1961 года премьера симфонии также состоялась в г. Куйбышеве). Московская премьера симфонии состоялась 15.10.1961 года в Большом зале консерватории, в исполнении Государственного симфонического оркестра СССР. За границей первым исполнителем Двенадцатой симфонии был Леопольд Стоковский, получивший партитуру уже в ноябре 1961 года.

## Структура
Симфония написана для большого симфонического оркестра, длится приблизительно 40 минут и делится на четыре части:
- 1-я часть. Революционный Петроград. Moderato. Allegro
Музыка рисует картину назревающей революции, образы пробуждающегося для борьбы народа.
- 2-я часть. Разлив. Allegro. Adagio
Музыка ее величава, светла и лирична,  в ней воплощен образ вождя революции, которому и посвящена симфония, перед поворотным моментом истории.
- 3-я часть. «Аврора». Allegro
Музыкальные образы исполнены внутреннего напряжения, идейно и тематически связаны с образами предыдущей части, но приобретают иной характер - переходят в действие. В ней рисуется и картина осенней громады ночного Петрограда и историческое событие — штурм Зимнего дворца, активность массы людей и их вдохновенный порыв.
- 4-я часть. Заря Человечества. Allegro. Allegretto
Обобщенный образ Революции, торжество человеческого духа и победный апофеоз.

## Состав оркестра
Симфония написана для оркестра в составе: 2 флейт и флейты-пикколо, 3 гобоев, 3 кларнетов, 3 фаготов (3-й фагот/контрафагот), 4 валторн, 3 труб, 3 тромбонов, тубы, литавр, треугольника, малого барабана, тарелок, большого барабана, тамтама и струнных.

## Приём
Двенадцатая симфония была хорошо принята в Советском Союзе, хотя и более прохладно, чем предыдущая. Хотя Одиннадцатая симфония была довольно тепло встречена на Западе отчасти из-за предположительного намека на венгерские события 1956 года, Двенадцатая симфония рассматривалась как прокоммунистическая, что привело к плохому приёму.

## Видеозапись исполнения с партитурой
- 1984, ЗКР академический симфонический оркестр Ленинградской филармонии им. Д.Д.Шостаковича, дирижёр Е.А.Мравинский